# اورتاکوی (چوروم)
اورتاکوی (به ترکی استانبولی: Ortaköy) یک منطقهٔ مسکونی در ترکیه است که در استان چوروم واقع شده‌است.